# Луций Корнелий Лентул Марцеллин
Луций Корнелий Лентул Марцеллин (лат. Lucius Cornelius Lentulus Marcellinus) (около 52 — около 32 года до н. э.) — пасынок Октавиана Августа, умерший в молодости.
Согласно версии Боргези Б., воспроизведенной Карлом Вильгельмом Августом Друманом и Рональдом Саймом, отцом Луция Корнелия Лентула Марцеллина был Гней Корнелий Лентул Марцеллин (консул 56 года до н. э.). Более обоснованной считается версия Кристиана Сеттипани, считающего, что Скрибония (мать Луция Корнелия Лентула Марцеллина) была женой не консула 56 года до н. э, а его сына Луция, консула-суффекта 38 года до н. э..
Луций Корнелий Лентул Марцеллин умер в молодости, в возрасте около 20-ти лет.